# 16 Dywizjon Artylerii Ciężkiej (1939)

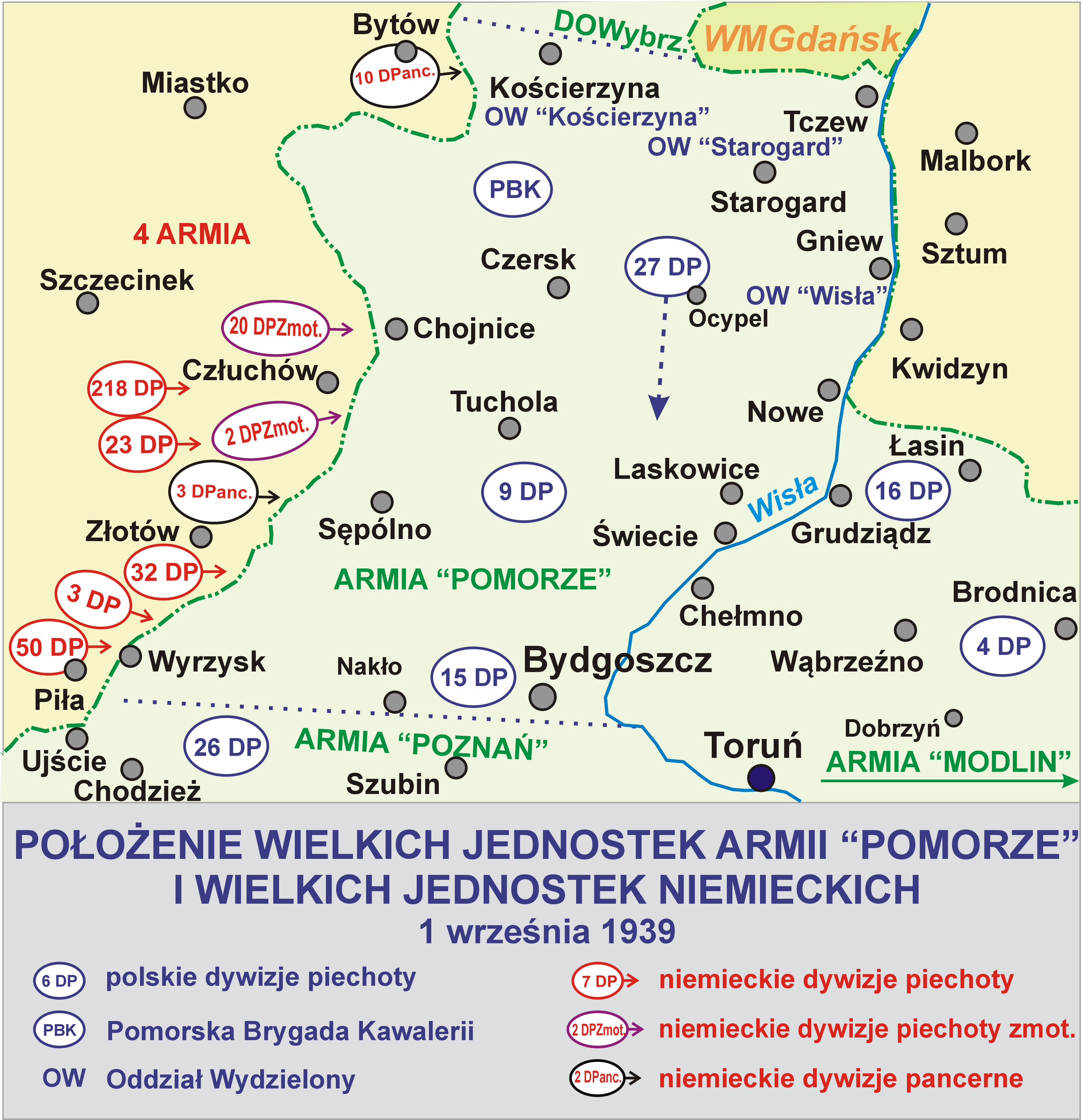
Dywizjon walczył w składzie 16 DP

16 dywizjon artylerii ciężkiej (16 dac) – pododdział artylerii ciężkiej Wojska Polskiego.
Dywizjon został sformowany na podstawie rozkazu Ministra Spraw Wojskowych L.5541/Org.tj.38 z 2 grudnia 1938 roku poprzez wydzielenie baterii armat 105 mm i baterii haubic 155 mm ze składu 8 pułku artylerii ciężkiej z Torunia i przeniesienie do koszar przy placu ćwiczeń w Grupie. Dywizjon osiągnął zdolność bojową w maju 1939 roku. Był organiczną jednostką artylerii 16 Pomorskiej Dywizji Piechoty. W marcu 1939 stacjonował w Grudziądzu

## 16 dac w kampanii wrześniowej

### Mobilizacja
16 dywizjon artylerii ciężkiej po zmobilizowaniu w Grupie przez 16 pułk artylerii lekkiej w dniach 24-26 sierpnia w ramach mobilizacji alarmowej w grupie żółtej, w następnych dniach wykonał marsz zajmując 30 sierpnia rejon na południe od Gruty z zadaniem wsparcia odcinka „Gruta”. Dywizjon składał się z dwóch baterii po trzy działony. Pierwsza bateria była uzbrojona w trzy 105 mm armaty wz. 1913, natomiast druga bateria w trzy 155 mm haubice wz. 1917.

### Działania bojowe
W kampanii wrześniowej walczył w składzie macierzystej dywizji (Armia „Pomorze”).

### Oddział Zbierania Nadwyżek 16 dac
Sformowany z nadwyżek żołnierzy rezerwy, koni i sprzętu taborowego i pozostałego wyposażenia pozostałych po zmobilizowaniu rzutu bojowego 16 dac. Oddział składał się z 4 oficerów rezerwy, ok. 160 podoficerów i szeregowych rezerwy, 39 koni i 11 wozów z poboru w złym stanie. Dowódcą oddziału mianowano ppor. rez. Feliksa Gaworzewskiego. Nocą 26/27 sierpnia 1939 roku OZN 16 dac załadowano na transport kolejowy wraz ze sprzętem kwaterunkowym, oddział został przewieziony do Skierniewic, gdzie po wyładowaniu kwaterował w pobliskiej wsi Maków-Podnarce. Nocą 3/4 września na rozkaz przełożonych pomaszerował marszem pieszym do Warszawy wraz z OZN 16 pal docierając na miejsce nocą 7/8 września. Z Warszawy poprzez Siedlce oddział nadwyżek dotarł 13 września do Brześcia nad Bugiem. Z uwagi na brak broni w nadwyżkach dywizjonu, nie wszedł on w skład garnizonu brzeskiego, został skierowany do Kobrynia, a dalej przez Ratno do Kowla. 20 września w okolicach Kowla ustalono, że zgrupowanie WP w Kowlu zostało zdemobilizowane, a w mieście są oddziały sowieckie, zawrócono do Ratna, a następnie do Małoryty. W Małorycie oddział wszedł w skład Zgrupowania „Brzoza” pod dowództwem płk. Brzozy-Brzeziny. Dozbrojenie nastąpiło podczas marszu, bronią porzuconą. OZN 16 dac skapitulował 6 października wraz z SGO „Polesie” w Woli Gułowskiej.

## Organizacja i obsada personalna w 1939
Obsada personalna w marcu 1939
- dowódca – ppłk Stanisław Jerzy Ostapowicz
- zastępca dowódcy i oficer zwiadowczy – mjr Kazimierz Julian Klimko
- adiutant – kpt. Józef Franciszek Skaza
- dowódca plutonu łączności – kpt. Wiktor Kołowrocki
- dowódca 1 baterii – por. Teodor Włodzimierz Opolski
- dowódca 2 baterii – kpt. Lech Piotr Buderawski
- dowódca plutonu – por. Wacław Wierzchowski

| Organizacja i obsada personalna 1 września 1939 | Organizacja i obsada personalna 1 września 1939 | Organizacja i obsada personalna 1 września 1939 |
| Stanowisko etatowe                              | Stopień, imię i nazwisko                        | Uwagi                                           |
| dowództwo                                       | dowództwo                                       | dowództwo                                       |
| ----------------------------------------------- | ----------------------------------------------- | ----------------------------------------------- |
| dowódca dywizjonu                               | ppłk Stanisław Jerzy Ostapowicz                 | niemiecka niewola                               |
| adiutant                                        | kpt. Józef Franciszek Skaza                     | niemiecka niewola                               |
| oficer zwiadowczy                               | kpt. Wiktor Kołowrocki                          | niemiecka niewola                               |
| oficer obserwacyjny                             | NN                                              |                                                 |
| oficer łączności i dowódca plutonu łączności    | por. Wacław Wierzchowski                        | niemiecka niewola                               |
| oficer łącznikowy                               | NN                                              |                                                 |
| płatnik                                         | ppor. rez. Telesfor Dębski                      | niemiecka niewola                               |
| oficer żywnościowy                              | por. rez. mgr Edmund Zagrodzki                  | niemiecka niewola                               |
| lekarz                                          | por. lek. dr Dobrosław Julian Wyrwicki          | 18 IX 1939 ranny, niemiecka niewola             |
| lekarz weterynarii                              | por. lek. wet. rez. Ludwik Makowski             | niemiecka niewola                               |
| 1 bateria                                       |                                                 |                                                 |
| dowódca baterii                                 | por. Teodor Włodzimierz Opolski                 | niemiecka niewola                               |
| oficer zwiadowczy                               | por. rez. Eugeniusz Ludwik Grochowski           |                                                 |
| oficer ogniowy                                  | por. Władysław Jaworowski                       |                                                 |
| dowódca I plutonu                               | ppor. Mieczysław Karol Rosół                    |                                                 |
| dowódca II plutonu                              | ogn. Augustyn Tarchała                          |                                                 |
| 2 bateria                                       |                                                 |                                                 |
| dowódca baterii                                 | kpt. Lech Piotr Buderawski                      | 18 IX 1939 ranny, niemiecka niewola             |
| oficer zwiadowczy                               | ppor. rez. inż. Zdzisław Orpiszewski            | †30 X 1940 KL Auschwitz                         |
| oficer ogniowy                                  | por. Franciszek Dwer                            | niemiecka niewola                               |
| dowódca I plutonu                               | ogn. pchor. Władysław Białousz                  |                                                 |
| dowódca II plutonu                              | plut. pchor. rez. Włodzimierz Horbaczewski      |                                                 |
|                                                 | plut. pchor. Zygmunt Borna                      | †18 IX 1939 Załusków                            |
| kolumna amunicyjna                              |                                                 |                                                 |
| dowódca kolumny amunicyjnej dywizjonu           | por. rez. Czesław Janowski                      |                                                 |